# Gwijde II van La Roche
Gwijde II van La Roche (1280 - 5 oktober 1308) was van 1287 tot aan zijn dood hertog van Athene. Hij behoorde tot het huis de la Roche.

## Levensloop
Gwijde was de zoon van Willem I van La Roche, hertog van Athene, en diens echtgenote Helena Angelina Komnena, dochter van Jan I Doukas, vorst van Thessalië.
In 1287 volgde hij zijn vader op. Wegens zijn minderjarigheid stond Gwijde aanvankelijk onder het regentschap van zijn moeder, die in december 1289 gedwongen werd om zich te onderwerpen aan Isabella van Villehardouin, vorstin van Achaea. In 1291 hertrouwde Helena Angelina Komnena met graaf Hugo van Brienne, die de baljuw van het hertogdom werd. In 1296 werd Gwijde volwassen verklaard en huldigde hij Isabella van Villehardouin en haar echtgenoot Floris van Henegouwen als leenheren van Athene. In 1299 huwde hij met hun dochter Mathilde (1293-1331). Koning Karel II van Napels, de leenheer van Achaea, had aanvankelijk bezwaar tegen het huwelijk, omdat zijn toestemming niet was gevraagd, maar uiteindelijk wist paus Bonifatius VIII hem te overtuigen. Het huwelijk tussen Gwijde en Mathilde zou kinderloos blijven.
Toen Gwijde in 1301 Isabella's derde echtgenoot Filips I van Piëmont huldigde, schaarde hij zich aan diens zijde om zijn neef Jan II Doukas in Thessalië te verdedigen tegen de invasie van het despotaat Epirus. Met de hulp van Nicolaas III van Saint-Omer, heer van Thebe, kon hij de troepen van het despotaat terugdrijven en veroverden ze het gebied tot Thessaloniki.
In 1307 werd Gwijde door Filips I van Tarente, de nieuwe vorst van Achaea, benoemd tot baljuw van het vorstendom. Hij regeerde ruim een jaar over Achaea. In oktober 1308 stierf hij op 28-jarige leeftijd. Hij werd bijgezet in het klooster van Dafni. Met Gwijdes dood stierf de mannelijke lijn van het huis de La Roche uit. Het parlement van Athene verkoos vervolgens Wouter V van Brienne als de nieuwe heerser van het hertogdom. 